# Alarichův breviář

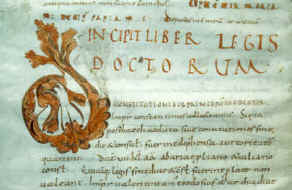
Alarichův breviář

Lex Romana Visigothorum (známý též jako Alarichův breviář) byl zákoník římského práva, který roku 506 vydal v Tolose (dnešním Toulouse), tehdy hlavním městě vizigótského státu, jeho panovník král Alarich. Jednalo se o kodifikaci práva určeného pro římské poddané Vizigótů, nikoli pro Vizigóty samé. Vzhledem k době vzniku (krátce před definitivním vypuzením Vizigótů z jihozápadní Gallie, dnešní jižní Francie, na Pyrenejský poloostrov) se usuzuje, že sbírka měla za cíl zejména zavázat si Římany v boji proti Frankům. Ti je však (roku 507) nakonec stejně porazili. I přesto Alarichův breviář sehrál důležitou úlohu při dalším vývoji římského práva, a to až do vrcholného středověku.
Jako zákoník byl Lex Romana Visigothorum poměrně rozsáhlý. Obsahoval jak právo nové (císařská nařízení, leges), tak i právo staré (ius). Obsahově čerpal z Kodexu Theodosiova a posttheodosiánských novel (přibližně polovina sbírky vztahující se k leges), druhou část (ius) reprezentoval výtah z Gaiovy učebnice, výtah z Paulových Sentencí, několik konstitucí z Gregoria a Hermogeniana a vše zakončoval jeden respons Papinianův.